# Cylindropsyllus remanei
Cylindropsyllus remanei is een eenoogkreeftjessoort uit de familie van de Cylindropsyllidae. De wetenschappelijke naam van de soort is voor het eerst geldig gepubliceerd in 1949 door Kunz.